# Alfa Romeo C42
Alfa Romeo C42 —  болід Формули-1, розроблений і виготовлений Альфа Ромео для участі в чемпіонаті Формули-1 2022. C42 створювали відповідно до нових технічних регламентів, які планували впровадити у 2021 році.
Пілотами стали фін Вальттері Боттас та китаєць Чжоу Гуаньюй. Вони обидвоє вперше стали членами команди Альфа Ромео.

## Історія створення

### Нові технічні регламенти
Нові технічні регламенти планувалося ввести в сезоні 2021, однак через новий штамп COVID-19 введення правил було відкладено до 2022 року. Таким чином, розробка всіх автомобілів відповідно до нових правил була перенесена з 28 березня 2020 року на 31 грудня 2020 року. 

### Назва
Назва C42 слідує за C41, яка, у свою чергу, слідує за C39. Новому автомобілю було присвоєно назву C40 в очікуванні нових правил на сезон 2021 року. Коли вони були відкладені через пандемію COVID-19, для тимчасових правил довелося розробити новий автомобіль, C41, на основі C39. Однак перед презентацією автомобіля Альфа Ромео заявила, що автомобіль не буде названий C40, а замість цього матиме позначення C42, щоб уникнути послідовності C39, C41, C40, яка могла б заплутати.

### Розробка і дизайн
Вальттері Боттас сказав, що рання версія C42, яка працювала на симуляторі Альфа Ромео, мало відрізнялася від автомобілів 2021 року. 
Альфа Ромео використовувала підвіску як спереду, так і ззаду, на відміну від передньої і задньої тяги, які стали стандартними в епоху турбогібридів. C42 має найкоротшу колісну базу з усіх автомобілів 2022 року. Болід укомплектований двигуном Феррарі. Альфа Ромео розробила кілька основних компонентів самостійно, а не закупляла їх у Феррарі, як це робили вона та колишня команда Sauber з того часу, як Sauber стала клієнтом Феррарі у 2010 році. Самостійно розробленими частинами є паливний бак, задня підвіска та зовнішня структура коробки передач (внутрішні компоненти коробки передач все ще виробництва Феррарі). Технічний директор Жан Моншо сказав, що причинами, чому Альфа Ромео вирішила розробити ці компоненти самостійно, стали нові бюджетні правила Формули-1, більша інженерна свобода та незалежність.

## Результати
| Рік      | Команда                  | Двигун        | Шини | Гонщик           | Гран-прі | Гран-прі | Гран-прі | Гран-прі | Гран-прі | Гран-прі | Гран-прі | Гран-прі | Гран-прі | Гран-прі | Гран-прі | Гран-прі | Гран-прі | Гран-прі | Гран-прі | Гран-прі | Гран-прі | Гран-прі | Гран-прі | Гран-прі | Гран-прі | Гран-прі | Очки | Місце |
| Рік      | Команда                  | Двигун        | Шини | Гонщик           | БАХ      | САУ      | АВС      | ЕМІ      | МАЯ      | ІСП      | МОН      | АЗЕ      | КАН      | ВЕЛ      | АВТ      | ФРА      | УГО      | БЕЛ      | НІД      | ІТА      | СІН      | ЯПО      | США      | МЕХ      | САП      | АБУ      | Очки | Місце |
| -------- | ------------------------ | ------------- | ---- | ---------------- | -------- | -------- | -------- | -------- | -------- | -------- | -------- | -------- | -------- | -------- | -------- | -------- | -------- | -------- | -------- | -------- | -------- | -------- | -------- | -------- | -------- | -------- | ---- | ----- |
| 2022     | Alfa Romeo F1 Team Orlen | Ferrari 066/7 | P    | Вальттері Боттас | 6        | Схід     | 8        | 57       | 7        | 6        | 9        | 11       | 7        | Схід     | 11       | 14       | 20       | Схід     | Схід     | 13       | 11       | 15       | Схід     | 10       | 9        | 15       | 55   | 6     |
| 2022     | Alfa Romeo F1 Team Orlen | Ferrari 066/7 | P    | Чжоу Гуаньюй     | 10       | 11       | 11       | 15       | Схід     | Схід     | 16       | Схід     | 8        | Схід     | 14       | 16       | 13       | 14       | 16       | 10       | Схід     | 16       | 12       | 13       | 12       | 12       | 55   | 6     |
| Джерело: |                          |               |      |                  |          |          |          |          |          |          |          |          |          |          |          |          |          |          |          |          |          |          |          |          |          |          |      |       |

* Сезон триває.